# جمی جانستون
جمی جانستون (انگلیسی: Jamie Johnston؛ زادهٔ ۷ ژوئیهٔ ۱۹۸۹) یک هنرپیشه و خواننده-ترانه‌سرا اهل کانادا است. وی از سال ۱۹۹۹ میلادی تاکنون مشغول فعالیت بوده‌است. 
از فیلم‌ها یا برنامه‌های تلویزیونی که وی در آن نقش داشته است می‌توان به دگراسی: نسل بعدی اشاره کرد.